# Josip Pliverić
Josip Pliverić (ur. 4 lutego 1847 w Novej Gradišce, zm. 17 lipca 1907 w Zagrzebiu) – chorwacki prawnik i polityk.

## Życiorys
W 1874 roku uzyskał stopień naukowy doktora na Uniwersytecie Wiedeńskim. Od 1875 roku był wykładowcą prawa konstytucyjnego, międzynarodowego oraz chorwacko-węgierskiego i austriackiego prawa publicznego na Wydziale Prawa Uniwersytetu w Zagrzebiu. W latach 1881–1882, 1889–1890 i 1895–1896 pełnił funkcję jego dziekana. W latach 1892–1893 i 1904–1905 był natomiast rektorem. Był jednym z głównych twórców nauki chorwackiego prawa konstytucyjnego. Zajmował się także powszechną historią prawa.
W latach 1893–1906 był posłem do parlamentu chorwackiego, a w latach 1897–1905 do parlamentu węgierskiego. Po zawarciu ugody węgiersko-chorwackiej opowiadał się za potrzebą stworzenia pełnej państwowości chorwackiej.

## Wybrane publikacje
(opracowano na podstawie materiału źródłowego)
- Pravo medjunarodno u historijskom svom razvitku (1876)
- Pravni odnos Hrvatske prema Madžarskoj (Das rechtliche Verhältnis Kroatiens zu Ungarn, 1885)
- Prinosi ugarsko-hrvatskomu zajedničkom državnom pravu (Beiträge zum Ungarisch-kroatischen Bundesrechte, 1886)
- Hrvatska država (Der kroatische Staat, 1886)